# Darko Cingesar
Darko Cingesar (* 25. Juli 1990 in Ljubljana) ist ein slowenischer Handballspieler. Der 1,83 m große Linksaußen spielt seit 2021 für den slowenischen Erstligisten RD Urbanscape Loka und steht zudem im Aufgebot der slowenischen Nationalmannschaft.

## Karriere

### Verein
Darko Cingesar lernte das Handballspielen bei RD Škofja Loka, in deren Männermannschaft er ab 2007 zu Einsätzen in der ersten slowenischen Liga und im EHF-Pokal 2008/09 kam. In der Saison 2011/12 lief er für den Ligakonkurrenten RK Jeruzalem Ormož auf. Ab 2012 stand der Flügelspieler beim RK Gorenje Velenje unter Vertrag, mit dem er 2013 slowenischer Meister und Pokalsieger wurde. In der EHF Champions League erreichte er mit Velenje 2013 und 2014 das Achtelfinale. Nach zwei Jahren schloss er sich dem RK Maribor Branik an, mit dem er am EHF-Pokal teilnahm. In der Saison 2016/17 spielte er für den kroatischen Rekordmeister RK PPD Zagreb, mit dem er das kroatische Double gewann und erneut das Achtelfinale der Königsklasse erreichte. 2017 verpflichtete ihn der französische Erstligist Pays d’Aix UC, mit dem er im EHF-Pokal 2018/19 und 2019/20 antrat. Anschließend kehrte Cingesar nach Slowenien zurück zum RK Trimo Trebnje. Seit 2021 läuft er wieder für RD Škofja Loka auf.

### Nationalmannschaft
Mit der slowenischen Nationalmannschaft belegte Cingesar den sechsten Platz bei den Olympischen Spielen 2016 in Rio de Janeiro. Bei der Weltmeisterschaft 2017 gewann er mit der Auswahl die Bronzemedaille. Zudem stand er im slowenischen Aufgebot für die Europameisterschaften 2016, 2018 und 2020 sowie für die Weltmeisterschaft 2021.
Bisher bestritt er 91 Länderspiele, in denen er 152 Tore erzielte.